# Cristian Bălgrădean
Cristian Emanuel Bălgrădean (ur. 21 marca 1988 w Sânnicolau Mare) – rumuński piłkarz grający na pozycji bramkarza w CFR 1907 Cluj.

## Kariera klubowa
Bălgrădean zaczynał karierę w szkółce piłkarskiej Helmutha Duckadama w Aradzie. Po rozwiązaniu szkółki dołączył do młodzieżowych grup Atletico Arad. W 2005 podpisał pierwszy profesjonalny kontrakt (z Minerulem Lupeni). Jego rozwój był imponujący, więc został kupiony przez FC Brașov. W 2008 został przetransferowany do Liberty Salonta. Gdy grał w tej drużynie, został powołany do reprezentacji do lat 21. W 2009 wrócił do Aradu, gdyż kupiła go tamtejsza Gloria, z której został wypożyczony do UT Arad.
W czerwcu 2010 podpisał pięcioletni kontrakt z Dinamem Bukareszt. Nie udało mu się wywalczyć miejsca w podstawowym składzie, więc został wypożyczony na sezon do Unirei Urziceni. W zimowym okienku transferowym Ioan Andona ściągnął go z powrotem do Dinama i postanowił dać mu szansę występu w podstawowym składzie wobec kontuzji Emiliana Dolhy. Utrzymał swoją pozycję nawet gdy Andone został zastąpiony na stanowisku trenera przez Liviu Ciobotariu w lipcu 2011.
Po objęciu posady trenera przez Dario Bonettiego Bălgrădean stracił na chwilę miejsce w wyjściowym składzie, gdyż włoski szkoleniowiec stawiał na Kristijana Naumovskiego. Ponieważ obaj zawodnicy byli powoływani do reprezentacji narodowych, Bonetti stosował rotację, w wyniku czego grali obaj bramkarze. W sierpniu 2014 roku podpisał trzyletni kontrakt z CSU Krajowa. W lutym 2016 przeszedł do Concordii Chiajna. W lutym 2018 trafił do Steauy Bukareszt. W 2020 przeszedł do CFR 1907 Cluj.

## Kariera reprezentacyjna
Bălgrădean zaliczył do tej pory jeden występ w seniorskiej reprezentacji kraju. Miało to miejsce 15 listopada 2011 w towarzyskim meczu z Grecją wygranym przez Rumunów 3:1. Wystąpił też w unieważnionym później meczu z Polską.

## Osiągnięcia

### Klubowe
- Puchar Rumunii 2011/2012
- Superpuchar Rumunii 2012/2013